# Alegria (Rio Grande do Sul)
Alegria, amtlich portugiesisch Município de Alegria, Aussprache Alegriaⓘ, deutsch Fröhlich, ist eine kleine Gemeinde im Bundesstaat Rio Grande do Sul im Süden Brasiliens. Die Bevölkerung wurde zum 1. Juli 2020 auf 3374 Einwohner geschätzt, die Alegrienser (alegrienses) genannt werden und auf einer Gemeindefläche von rund 172,8 km² leben.

## Geographie
Sie liegt etwa 490 km Wegstrecke von der Hauptstadt Porto Alegre entfernt. Benachbart sind die Gemeinden São José do Inhacorá, São Martinho, São Valério do Sul, Inhacorá, Independência und Três de Maio. Sie ist Teil der Touristenstraßen Rota do Rio Uruguai und Rota das Missões.
Das Biom ist Mata Atlântica und Pampa.

### Klima
Die Stadt hat tropisches Klima, Cfa nach der Klimaklassifikation nach Köppen und Geiger. Die Durchschnittstemperatur ist 19,8 °C. Die durchschnittliche Niederschlagsmenge liegt bei 1804 mm im Jahr.
|                   | Jan  | Feb  | Mär  | Apr  | Mai  | Jun  | Jul  | Aug  | Sep  | Okt  | Nov  | Dez  |   |      |
| Temperatur (°C)   | 24,8 | 24,2 | 22,2 | 18,9 | 16,2 | 14,8 | 15,1 | 16,8 | 18,5 | 20,7 | 22,5 | 22,5 | Ø | 19,8 |
| Niederschlag (mm) | 151  | 141  | 132  | 160  | 164  | 161  | 132  | 133  | 156  | 185  | 145  | 144  | Σ | 1804 |

## Geschichte
Das Territorium gehörte zu Três de Maio, am 22. Oktober 1959 wurde dessen Distrito de Rincão da Alegria gegründet. Am 31. Dezember 1987 erhielt der Ort Stadtrechte, wurde aus Três de Maio ausgegliedert und der Name wurde vereinfacht auf Alegria. Seit 1989 ist der Munizip in zwei Distrikte geteilt, in Alegria und den Distrito de Espírito Santo. Über die Herkunft des Gemeindenamens gibt es mehrere lokale Entstehungsmythen.

## Bevölkerungsentwicklung
Die Gemeinde macht seit etwa 30 Jahren eine rückläufige Entwicklung. 2010 waren rund 18,3 % der Bevölkerung Kinder und Jugendliche bis 15 Jahre.
| Jahr | Einwohner | Stadt | Land  |
| --- | --------- | ----- | ----- |
| 1991 | 6.247     | 1.355 | 4.892 |
| 2000 | 5.367     | 1.607 | 3.760 |
| 2010 | 4.301     | 1.585 | 2.716 |
| 2020 | 3.374     | ?     | ?     |
| Die zur Anzeige dieser Grafik verwendete Erweiterung wurde dauerhaft deaktiviert. Wir arbeiten aktuell daran, diese und weitere betroffene Grafiken auf ein neues Format umzustellen. (Mehr dazu) |           |       |       |

Quelle:

## Wirtschafts- und Sozialdaten
Das monatliche Durchschnittseinkommen lag 2018 bei dem Faktor 2,4 des Minimallohnes von Real R$ 880,00 (Umrechnung August 2020: rund 325 €), das jährliche Bruttosozialprodukt pro Kopf 2017 lag bei rund 25.176 R$ und der Index der menschlichen Entwicklung (HDI) lag 2010 bei dem mittleren Wert 0,695.

## Bildung
Die Analphabetenquote lag 2010 noch bei rund 11,5 %.